# Landung auf Madagaskar
Landung auf Madagaskar (orig. Aventure Malgache) ist ein halb-dokumentarischer Propagandafilm, der von Alfred Hitchcock im Jahre 1944 gedreht wurde. Es entstand im Auftrag des britischen Informationsministeriums in England, um einen Beitrag zu den Kriegsanstrengungen der Alliierten zu leisten und der französischen Résistance gegen die Besatzung durch das nationalsozialistische Deutschland seine Reverenz zu erweisen. Der zweite dieser Filme ist Bon Voyage.

## Handlung
Aventure Malgache spielt zum größten Teil in Madagaskar, und erzählt von der brisanten Situation auf der Insel zur Zeit der Kontrollierung der Insel durch das Vichy-Regime, deren Vertreter auf unabhängige oder sogar Widerstand leistende Franzosen treffen. Der Rechtsanwalt Clarouse betreibt einen illegalen Radiosender und laviert zwischen den Fronten, wobei er sich auf beiden Seiten unbeliebt macht und zwischenzeitlich im Gefängnis landet. In einer Rahmenhandlung trifft Clarouse, der inzwischen als Schauspieler der Molière Players in England unterwegs ist und sich der Ereignisse in Madagaskar in Rückblenden erinnert, auf einen anderen Schauspieler, in dem er einen möglichen Verräter aus Madagaskar zu erkennen glaubt.

## Hintergrund
Hitchcock inszenierte Aventure Malgache auf Französisch mit den Molière Players, einer Theatergruppe von in England lebenden französischen Flüchtlingen. Er erhielt als Honorar während der Dreharbeiten 10 £ pro Woche. Die Handlung basiert auf den wahren Erlebnissen von Clarouse, einem Mitglied der Molière Players.
Bei den Dreharbeiten zu Gute Reise, der direkt vor Aventure Malgache entstanden war, wurde Hitchcock von diversen französischen Angehörigen der freien Streitkräfte Frankreichs beraten, die ihm nicht nur teilweise in den Film hineinredeten, sondern zudem untereinander konkurrierten und uneinig waren. Diese Situation war laut Hitchcock eine der Inspirationen für Aventure Malgache, in welchem die Uneinigkeit zwischen den Vertretern des unabhängigen Frankreichs thematisiert wurde.
Aventure Malgache und Bon Voyage liefen auf ARTE mit deutschen Untertiteln. Des Weiteren sind diese beiden Filme auf einer US-DVD erschienen. Ende Juni 2011 erschien in Deutschland innerhalb der Doppel-DVD Alfred Hitchcock XXL eine DVD, die neben der Originalfassung auch eine deutsch synchronisierte Fassung der beiden Filme enthält.